# Feldtmann Ridge Trail
Le Feldtmann Ridge Trail est un sentier de randonnée du comté de Keweenaw, dans le Michigan, aux États-Unis. Protégé au sein du parc national de l'Isle Royale, il parcourt le sud-ouest de l'Isle Royale en desservant la New Feldtmann  Fire Tower, une tour de guet inscrite au Registre national des lieux historiques depuis le 5 janvier 2021.